# Gravipalpus
Gravipalpus Millidge, 1991 è un genere di ragni appartenente alla famiglia Linyphiidae.

## Distribuzione
Le tre specie oggi attribuite a questo genere sono state reperite in America meridionale.

## Tassonomia
A dicembre 2011, si compone di tre specie:
- Gravipalpus callosus Millidge, 1991[3] — Brasile
- Gravipalpus crassus Millidge, 1991 — Perù
- Gravipalpus standifer Miller, 2007 — Argentina